# 村上泰斗
村上 泰斗（むらかみ たいと、2007年2月20日 - ）は、兵庫県川辺郡猪名川町出身のプロ野球選手（投手）。右投両打。福岡ソフトバンクホークス所属。

## 経歴

### プロ入り前
猪名川町立白金小学校で1年生の時に白金メッツで野球を始める。猪名川町立猪名川中学校在学時は硬式野球のクラブチームである大阪箕面ボーイズでプレー。当時のポジションは捕手だった。
神戸弘陵学園高等学校に進学後、岡本博公監督から腕の振りの鋭さを買われ投手に転向。2年秋からエースを務めた。3年夏は兵庫大会3回戦で敗退し、3年間で甲子園大会出場はなかった。
2024年10月24日に行われたプロ野球ドラフト会議において、宗山塁、柴田獅子を抽選で外した福岡ソフトバンクホークスより1位指名を受けた。12月1日、契約金8000万円、年俸800万円で入団に合意した（金額は推定）。背番号は20。担当スカウトは稲嶺誉。

## 詳細情報

### 背番号
- 20（2025年[5] - ）